# Sibelga
Sibelga est le gestionnaire du réseau de distribution pour le gaz naturel et l’électricité dans la région de Bruxelles-Capitale. L'entreprise est active dans les 19 communes de la région et compte environ mille employés.
Sibelga est également responsable du relevé des compteurs, de la validation et de la gestion des données de consommation pour tous les clients finaux. À cet effet, Sibelga avait créé une filiale dénommée Metrix avant de reprendre ces services en son nom en 2014.
Les régulateurs qui veillent à ce que Sibelga se conforme, en tant qu’acteur des marchés du gaz et de l’électricité, aux normes légales et aux exigences de qualité, sont BRUGEL au niveau régional et la CREG au niveau fédéral.

## Histoire
Sibelga trouve son origine dans la réorganisation du marché de l’énergie, qui est notamment réglé par les directives européennes du 19 décembre 1996 (96/92/EG) et du 26 juin 2003 (2003/55/EG). Ces directives européennes ont été transposées dans trois ordonnances qui organisent le marché de l’électricité et du gaz naturel dans la région de Bruxelles-Capitale.
- Ordonnance du 19 juillet 2001[4]
- Ordonnance du 1er avril 2004[5]
- Ordonnance du 14 décembre 2006[6]

Dans ce contexte, et se fondant sur une demande de simplicité et d’optimisation de la gestion des réseaux bruxellois, les 19 communes ont décidé de regrouper les activités d’Interelec, d’Interga et de Sibelgaz au sein d’une même entité dénommée Sibelga. Ce regroupement répond également aux obligations de ces ordonnances, qui prévoient un seul gestionnaire de réseau de distribution pour la région bruxelloise.
Ses associés sont les 19 communes de la région de Bruxelles-Capitale et l’opérateur privé Electrabel. Depuis le 31 décembre 2006, les communes détiennent 70 % du capital, 30 % étant aux mains d’Electrabel. Le 31 décembre 2012, les communes sont alors propriétaires de 100 % du capital de Sibelga.

## Activités
1. entretien des réseaux de gaz naturel et d’électricité
2. gestion de l’éclairage public
3. gestion des relevés de compteur
4. mise à jour du registre d’accès
5. protection des consommateurs faibles
6. promotion des économies d’énergie

## Chiffres clés pour 2021[7]
Réseau électricité
- 732 244 points de raccordement
- 4 125 938 MWh d’électricité transportée
- 7 025 km de câbles haute et basse tension
- 3 049 cabines haute tension "réseau"

Réseau gaz naturel
- 514 723 points de fourniture
- 10 281 384 MWh de gaz transporté
- 2 932 km de canalisations moyenne et basse pression
- 473 cabines gaz "réseau"